# Jaroslav Gregor
Jaroslav Gregor (6. srpna 1901 Rašovice – 1968) byl český spisovatel, povoláním právník. Pro svou beletristickou tvorbu používal pseudonym Jaroslav Velšovský.

## Život

### Do roku 1939
Narodil se roku 1901 v Rašovicích na jižní Moravě. Vystudoval Právnickou fakultu Masarykovy univerzity v Brně. V únoru 1929 se oženil s Annou Klementovou.

### Za německé okupace
Koncem roku 1939 se dostal do konfliktu s kolaborantským novinářem A. J. Kožíškem (1905–1947, po válce popraven). Gregor jako divadelní referent Moravské orlice hodnotil pozitivně výkon herce Zemského divadla v Brně, komunisty Josefa Skřivana, na jehož likvidaci se Kožíšek podílel. V březnu 1941 zveřejnil Kožíšek článek Zednáři se znovu scházejí, ve kterém označil Gregora (bez uvedení jména, ale s jasnými indiciemi) za zednáře a Benešovce. Tento článek předcházel prvnímu Gregorovu zatčení a vyšetřování v září až listopadu 1941, kdy mu bylo kladeno za vinu, že v říjnu 1938 přeložil do pohraničí 541 německých úředníků zemského finančního ředitelství v Brně; též mu byla kladena za vinu jeho frankofilská činnost.
Podruhé byl zatčen 10. března 1945 proto, že založil a vedl ilegální odbojovou skupinu finančních zaměstnanců. Počátkem dubna 1945 byl převezen do koncentračního tábora v Mirošově. Chování Jaroslava Gregora za okupace bylo v roce 1947 předmětem parlamentní interpelace na tehdejšího ministra financí Jaromíra Dolanského, který Gregora obhájil.

### Po 2. světové válce
Po 2. světové válce byl vicepresidentem a správcem Zemského finančního ředitelství v Brně.

## Členství ve spolcích
Byl členem Moravského kola spisovatelů a předsedou Napoleonské společnosti pro Československou republiku v Brně. Byl rovněž činný ve slavkovském Sokole, od roku 1933 vedl Společnost přátel Francie.

## Dílo

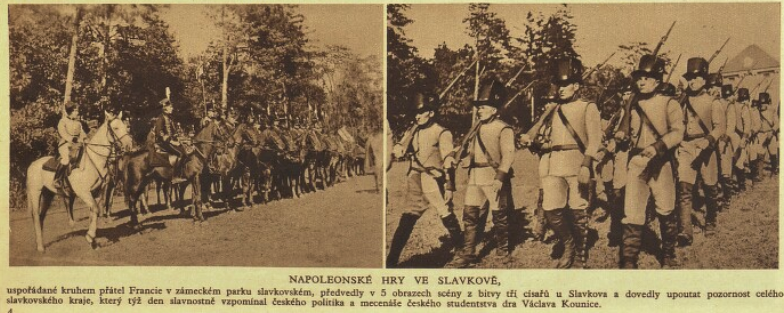
Napoleonské hry, Slavkov, 1933

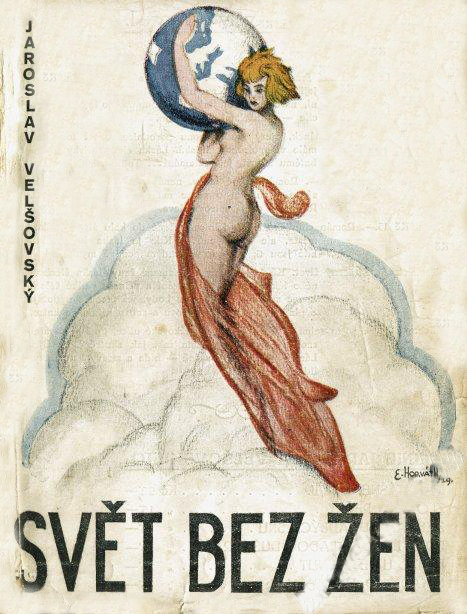
Jaroslav Velšovský: Svět bez žen (obálka)

Vlastním jménem podepisoval odborné publikace z oborů finančnictví, tělovýchovy, z oblasti napoleonských válek a svoje paměti na protifašistický odboj a věznění.
Samostatnou část díla tvoří beletrie, kterou publikoval pod pseudonymem Velšovský. Odborná literatura se beletristickému dílu Jaroslava Gregora nevěnuje (např. Lexikon české literatury se o něm nezmiňuje) nebo ho považuje za okrajového autora. Čtenářsky však byla díla zveřejněná pod pseudonymem Jaroslav Velšovský poměrně úspěšná; např. román Děti vášně (v databázi NK ČR neuveden) se dočkal čtyř vydání, některá vyšla opakovaně u různých nakladatelů.

### Napoleonské hry
Byl autorem libreta Napoleonských her, které se v letech 1933 a 1935 konaly ve Slavkově jako připomínka tamní bitvy. (V roce 1935 se Her zúčastnil president Edvard Beneš, Napoleona představoval herec Národního divadla Bedřich Karen.)

### Deníky a časopisy
Byl divadelním referentem Moravských novin a Moravské orlice. Jako odborník na napoleonskou dobu přispěl např. do Moravské orlice, k sedmdesátiletému působení tohoto deníku zveřejnil sérii podčárníků.
V Moravské orlici též přispíval do rubriky Právní poradna. Příspěvky v periodikách podepisoval Dr. Slávek Gregor.

### Knižní vydání

#### Pod vlastním jménem (publikace oNapoleonovia proSokol)
- Šedesát let (k šedesátému výročí založení Sokolstva; Křenovice u Brna, Sokolská župa Petra Chelčického, 1922)
- Dvě tělocvičné skladby pro sokolský dorost (Hodějice, Sokol, 1923)
- Slavkov, Napoléon-Austerlitz 1805–1931 (péčí Napoleonské výstavy ve Slavkově u Brna, redakce Jaroslav Gregor; V Brně, Národohospodářská propagace Č.R., 1931)
- Památník slavnosti odhalení pamětní desky dr. Václavu hraběti z Kaunic (Slavkov, Sbor pro uctění památky dr. Václava hraběte z Kaunic, 1933)
- Císařův praporečník (Příběh malého chlapce veliké doby, ilustrace Hynek Polášek; V Brně, Napoleonská společnost, 1937)
- Sborník společnosti přátel Francie Napoleon(redakce Jar. Gregor; V Brně, vlastním nákladem společnosti, 1938)
- Mír (ke 140. výročí bitvy u Slavkova, sborník, redakce Jaroslav Gregor s redakčním kruhem; Brno, Novela, 1946)

#### Pod vlastním jménem (finance)
- Jak sestavovati daňová přiznání (Spoluautoři Dr. Fr. Pospíšil, Jaroslav Gregor; Brno, Moravské nakladatelství, B. Pištělák, 1933–1934)
- O vyměřování daní a odvolání (Spoluautoři Dr. Fr. Pospíšil, Jaroslav Gregor; Brno, Moravské nakladatelství, 1933)
- Placení, vymáhání a slevy daní (Spoluautoři Dr. Jaroslav Gregor, Dr. František Pospíšil; Brno, Moravské nakladatelství, 1933)
- Měnová opatření (Brno, Rovnost, 1945)
- Soupis vkladů, pojistek a cenných papírů (Spoluautoři Dr. Jaroslav Gregor, Dr. Vladimír Komender; Brno, Rovnost, 1945)
- Daň ze mzdy (Tabulky daně ze mzdy, spoluautoři Dr. Jaroslav Gregor, Dr. Vladimír Komender; Brno, Rovnost, 1947)

#### Pod vlastním jménem (jiné)
- Tomášovy housle (lyrická reportáž, příběh Tomáše Bati; V Brně, Moravské kolo spisovatelů, 1940)
- Hovory s tebou ((příběhy z věznice v Brně a z koncentračního tábora v Mirošově v době nacistické okupace; Brno, Novela, J. Jícha, 1945)
- Vzpomínáme na Mirošov (památník osvobozených politických vězňů koncentračního tábora v Mirošově u Rokycan, redakce Jaroslav Gregor, kresby František Myslivec; V Brně, Novela, 1946)
- Hovory s tebou (příběhy z věznice v Brně a z koncentračního tábora v Mirošově v době nacistické okupace, reprint; Rokycany, Státní okresní archiv, 2001)

#### Pod pseudonymem Jaroslav Velšovský
- Slávkova dorostenecká devítka (Prostná pro 9 dorostenců; Brno, A.V. Kubáček, 1924 a 1927)
- Velšovská dvacítka (Symbolická prostná žen; Brno, A.V. Kubáček, 1924
- Láska kletby silnější (román, ilustrace František Myslivec; nákladem vlastním, 1925 nebo 1926)
- Zlato, srdce, kamení (román; Královské Vinohrady, Ziegner, 1925)
- Až se vrátíš! (Hra ze světové války a převratu o 3 dějstvích; Brno, Nákladem vlastním 1926 a Praha, Fr. Švejda 1928)
- Naše děcka (Dívčí sny, vzpomínky, ztřeštěné nápady, rozkošné lásky a tragické smutky; Pardubice, Hůrková-Radoměřská 1926 a Brno, A. Odehnal 1929)
- Hotel "U pěti minut" (brněnský erotický román; Brno, Kramerius, 1927)
- Láska kletby silnější (ilustroval Fr. Myslivec; Brno, Joža Jícha, 1927)
- Paprsky smrti (román neskonalé lásky a podivných dobrodružství; V Brně, nákladem Davidovy houpačky, 1927)
- Nový kapitál (román budoucnosti; Brno, Joža Jícha, 1930)
- Svět bez žen (román; Brno, Joža Jícha, 1930)

## Ocenění
V roce 1936 vyznamenal Jaroslava Gregora francouzský prezident Řádem čestné legie za jeho zásluhy o vybudování Mohyly míru na slavkovském bojišti. V roce 1946 mu francouzská vláda udělila hodnost Rytíř čestné legie.